# Шварценберг, Карл III
Карл III Шварценберг (нем. Karl III. Fürst zu Schwarzenberg; полное имя Карл Иосиф Адольф цу Шварценберг, нем. Karl Joseph Adolf Fürst zu Schwarzenberg; 8 июля 1824 года, Прага, Королевство Богемия — 29 марта 1904 года, Прага, Королевство Богемия) — австрийский и чешский консервативный политический деятель, офицер. Был третьим главой «Орлицкой» ветви (секундогенитуры) династии Шварценбергов. Внук Карла Филиппа Шварценберга.

## Биография

### Юность
Изучал право в университете Карла-Фердинанда в Праге и в Падуанском университете. После окончания учёбы вступил в австрийскую армию, где достиг звания лейтенанта в 1847 году и поручика в 1848 году. Принимал участие в австро-итальянской войне. Покинул армию в 1856 году в звании майора. После этого посвятил себя управлению семейным имуществом, а после смерти отца стал главой семьи.

### Политическая деятельность
Долгое время активно занимался политикой. После издания в 1860 году Октябрьского диплома, был одним из лидеров Консервативной партии крупных землевладельцев, которая поддерживала стремления чешской государственности и была близка к Национальной (старочешской) партии. Союз между чешским дворянством и чешскими либералами имел свои преимущества для обеих сторон: дворянство гарантировало более динамичную социальную базу, союз с аристократами давал либералам доверие к их аргументам относительно чешского государственного права. В 1861 году стал заместителем председателя музейной комиссии Чешского музея (председателем стал предводитель чешского консервативного дворянства Йиндржих Ярослав Клам-Мартиниц), тем самым тот стал частью чешской общественной жизни. В том же году был избран депутатом Ландтага Королевство Богемия и пробыл им до 1872 года.
Отвергал централистские тенденции в Цислейтании, которые начались вскоре после принятия австро-венгерского соглашения. В знак протеста против дуалистического решения, которое игнорировало требования чешских автономистов, в 1867 году он отказался от назначения в Палату господ (верхнюю назначаемую палату Рейхсрата). В 1870 году, когда министр-президент Альфред Потоцкий начал переговоры с чешской оппозицией, и когда появилась возможность соглашения и выполнения чешских требований, союз Национальной партии и партией крупных землевладельцев был возобновлен. Клам-Мартиниц и Шварценберг отправились в Вену для переговоров. 16 мая 1870 года аристократы и либералы встретились в Праге. Шварценберг представлял интересы дворянства. Тот заявил, что чешская аристократия не нуждается в новых программах и что она остаётся на своих позициях 1861 года и что основой конституционного статуса Чешских земель должен быть императорский патент (так называемая Чешская хартия 1848 года). Хотя некоторые радикальные демократы, позднее сформировавшие младочешскую партию, такие как Карел Сладковский, не согласились с этой консервативной концепцией, большинство её приняло. Однако в конечном итоге переговоры не увенчались успехом. Точно так же не увенчалась успехом и попытка чешско-австрийского урегулирования 1871 года (так называемые «Фундаментальные статьи»).
В 1871 году чешский ландтаг избрало депутатом Рейхсрата, где он представлял курию землевладельческого дворянства Богемии. Однако, в соответствии с тогдашней чешской оппозиционной политикой пассивного сопротивления, он не принял на себя мандат и никак не участвовал в работе Палаты (в 1870 году произнёс речь на провинциальном собрании, в которой рекомендовал бойкотировать Рейхсрат). Таким образом, 23 февраля 1872 года его лишили мандата из-за его отсутствия. То же самое произошло ещё раз после первых прямых выборов в Рейхсрат в 1873 году, когда он получил мандат депутата курии деревень, уездов Седлчаны, Милевско, Бенешова и других. По политическим причинам он не стал появляться в Палате депутатов, поэтому его мандат был объявлен истекшим, несмотря на его повторное избрание. В выборах 1873 года историческая чешская аристократия отказалась участвовать полностью (даже через символическую кандидатуру), и поэтому Шварценберг был помещён непосредственно в список кандидатов Старочехов.
В 1879 году стал членом потомственный членом Палаты господ, где сразу после вступления в должность выступил вместе с четырьмя другими чешскими дворянами аналогичной политической ориентации с конституционной декларацией в поддержку чешских требований.
Заседал в чешском ландтаге в период 1861 по 1872 и вновь с 1878 по 1890 год. В период с 1872 до 1878 не принимал участия в работы в ландтаге, в особенности после прошедших в 1872 году выборов, на которых победили централистские и немецко-австрийские силы. Был более радикальным, чем либеральные политики, в политике пассивного сопротивления. Однако вскоре стал одним из главных депутатов ландтага. В 1886 году совместно с чешским политическим представительством выступил против изменения границ судебных округов по национальным границам, предложенного Эрнстом фон Пленером, который был представителем немецко-австрийских (чехо-немецких) либералов, в качестве попыткы подготовить почву для административного разделения Богемии на этнически чешские и немецкие регионы. Предложение Пленера было отвергнуто чешским и федералистским большинством, после чего чешские немцы покинули ландтаг, и уже сами стали практиковать пассивное сопротивление.
После того, как выборы в чешский ландтаг в 1889 году принесли большие успехи Младочехам, влияние Шварценберга снизилось, и он покинул региональную и имперскую политику, однако его дело продолжил его сын Карл IV Шварценберг.

### Частная жизнь
Входил в число крупнейших землевладельцев. Он был действительным членом, в период с 1861 по 1867 год вице-президентом и до 1872 года президентом «Императорского и королевского патриотически-экономического общества в королевстве Богемия». Он был образованным и опытным агрономом, на которого особенно повлияли мнения экономистов Франтишка Горского и Антона Комерса. В период с 1880 по 1890 год занимал должность в региональном совете по образованию. С 1895 года заседал в Чешской академии наук и искусств. В конце жизни в основном занимался управлением семейным имуществом.

## Семья
5 марта 1853 года женился на принцессе Вильгельмине фон Эттинген-Валлерштайн (30 декабря 1833 — 18 декабря 1910) в Праге. В браке родились четыре дочери (Анна Мария, Габриэла Жозефина, Ида Мария и Мария Габриэла) и два сына (Карл IV Фридрих и Фридрих Эдмунд).